# 大阪港咲洲隧道
大阪港咲洲隧道 (日语：大阪港咲洲トンネル)是日本大阪一條橫越大阪灣北部，連接港區大阪港及咲洲的海底隧道，於1997年10月17日通車。
大阪港咲洲隧道全長2,200米，隧道裏分為左中右3側構造，左右兩側為2線行車隧道，中央部份為大阪市營地下鐵中央線的路軌；但行人、單車及125cc以下的機車則禁止使用大阪港咲洲隧道。
大阪港咲洲隧道收費站位於中央線及南港港城線宇宙廣場站附近。

## 外部連結
- 大阪港咲洲隧道（阪神高速道路官方網站）（日語）